# Обсада на Антиохия (1097 – 1098)
Вижте пояснителната страница за други значения на Обсада на Антиохия.
Обсадата на Антиохия е един от най-важните епизоди от епопеята на Първия кръстоносен поход. След успешния ѝ край възниква Антиохийското кръстоносно княжество на Боемунд. Поради дължината на градските стени, силния гарнизон, планинския масив на изток и естествения ров на р. Оронт кръстоносците решават, че не могат да завладеят града с щурм и решават да го подложат на изтощителна обсада. По същите причини и тя не е напълно ефективна, тъй като не може да се осъществи пълна блокада на големия град. Кръстоносците разчитат и на помощ отвътре – от християните арменци и сирийци-монофизити, но те бързо са елиминирани от крепостта.

## Хронология
Пред стените на Антиохия, родния град на Йоан Златоуст окончателно блесва държавническия и военен гений на Боемунд. Кръстоносният поход достига северносирийския град на Яги Сиян и го обсажда под ръководството на норманския рицар. Боемунд умело преодолява както съпротивата на турските гарнизони, така и неподчиненито на бароните, пристигнали тук за нови владения. Това постига със серия от успехи, не без гордост описвани от Гийом от Тир като лукави ходове.
Норманският принц се отрича от клетвата си за вярност спрямо Алексий Комнин под предлог, че византийският император не съумява или отказва да окаже адекватна военна помощ на кръстоносците. Боемунд обещава на бароните, че сам ще завладее Антиохия. Целта му е да преодолее правно-юридическите домогвания на всички други и да получи Антиохия като собствено ленно владение. Получава принципната подкрепа на кръстоносните барони и изключва от сметките Алексий, Боемунд преговаря и с противника на селджуките-сунити везира на Фатимидския халифат шиитът ал Афдал Шаханшах. Успява да се освободи и от талантливия византийски военачалник Татикий, разкривайки му лъжлив заговор между другите барони, уж целящ убийството на византийския военачалник. Татикий му повярва и напуска обсадата, оставяйки командването на византийския корпус, съставен от туркопули в ръцете на норманския благородник. Боемунд осъществява контакт и с обсадените – по-конкретно с арменец на турска служба Фируз. Последният е разочарован от господарите си  и обещава на Боемунд да предаде поверената му за охрана кула (наричана „Двете Сестри“). Съобщава се и за много съмнителни субекти, може би шпиони в лагера на обсаждащите, а и за сериозно нарушение на дисциплината на кръстоносците. Боемунд прогонва проститутките от лагера, налага сурови наказания и порицание на прегрешилите, а с шпионите се справя по начин, станал легендарен в Ориента. Хронистите твърдят, че Боемунд наредил да заловят няколко непознати и съмнителни лица от местните в лагера, да ги обезглавят и да се разпространи слуха, че „шпионите ще бъдат препечени и раздадени за вечеря на кръстоносните бойци“. Паниката веднага обзема оцелелите, които щом виждат обезглавените трупове да се полагат в огъня до един бягат от лагера. Тази история е повтаряна столетия след това в Ориента като Легендата за Тафурите – християнски бандити-канибали и техния главатар-крал Боемунд.
Находчивостта на Боемунд в тези ситуации дълго се помни и деморализира мюсюлманските бойци. А когато той разбира за напредващата към Антиохия армия на персийските и дамаските селджуки разбира, че е време за действие. Боемунд отново се свързва с Фируз, но първо припомня обещанието на останалите барони – Антиохия е за Боемунд, ако той я победи и василевса сам не я поиска.

### Опити за пробив на обсадата
Яги Сиян е уверен в твърдината на стените си, между които държи повече припаси, отколкото гладуващите кръстоносци могат да намерят наоколо. Още по-спокоен е след прогонването на „ал-умаа и наззара“ – така мюсюлманите наричат християнските антиохийци, последователи на Назаретския пророк. На Яги Сиян му липсва смелост и достатъчно военна сила за да излезе и да отблъсне обсаждащите. Поради това той изпраща призиви за помощ до съседите си, с които дотогава е бил в изострени отношения – до Халеб, Дамаск и Мосул. Като усърден пратеник на Яги Сиян действа сина му Шамс ад-Давла, който първо отива при емир на Дамаск Дукак. Последният враждува с брат си Ридуан от Халеб (Алепо); последният е и зет на Яги Сиян. Защо Шамс ад-Давла отива първо в Дамаск (Ас-Шам на арабски) остава загадка, но е факт, че наследникът на антиохийското емирство усърдно убеждава първо Дукак да облекчи обсадата, защото врагът застрашава и неговите владения. Дукак потегля със силен отряд, но в една неясна като развитие битка южно от Антиохия бива отблъснат. Дукак е уплашен, не знае как да се справи с фуражирския отряд, на който се е натъкнал, губи доста бойци и без да се бави се оттегля обратно в Дамаск, въпреки увещанията на Шамс.
Шамс ад-Давла е изпратен в Халеб при безмилостния Ридуан Алепски. Последният потегля срещу кръстоносците, но също е победен лесно, след като прекалената му предпазливост му скроява капан – конницата му е притисната в неудобен терен и не може да използва предимствата на маневреността си. Ридуан също бяга, а отчаянието в обсадената Антиохия расте, единствената им надежда остава отдалеченото Мосулско емирство.
Шамс ад-Давла е отново пратеник, този път в двора на Карбука, мосулски атабег и наместник на малолетен селджукски емир. Карбука също първо мисли за емирите като свои отколешни противници и по подобие на Кълъч Арслан I в Мала Азия не се бои толкова от кръстоносците, колкото търси начин да увеличи домена си за тяхна сметка. Неслучайно Карбука изчаква и се включва последен в емирския разнобой срещу кръстоносната армия. Това му дава предимство срещу изтощен от другите противник, победата над когото би му дала пълен контрол над Сирия. Атабегът на Мосул потегля на запад към Антиохия, но се отклонява на север, след като разбира за създаването на кръстоносното графство Едеса. Карбука не желае кръстоносци в тила на похода си, но след триседмична безуспешна обсада изоставя Едеса и поема отново към Антиохия, вече със съществено закъснение. В похода на Карбука се включва и Дукак, боящ се от властта, която би дала на Карбука евентуалната победа на мосулската армия и посява раздор сред емирите.

### Атаката на 25 юни
На 25 юни 1098 г. кръстоносната армия извършва демонстративна заблуждаваща маневра – тръгва на юг уж за да се сблъска с турците на Карбука, но с изненадващ щурм през Железния мост на река Оронт се насочва към предадената от Фируз кула и бързо отблъсква антиохийците в цитаделата на укрепения град. Там гарнизонът се барикадира под водачеството на Шамс ад-Давла и бързо отказва кръстоносците от атаки на непристъпния вътрешен град. В преследването на останалите мюсюлмани по градските улици с желание се включват и десетки антиохийски арменци и сирийски християни. Атаката се води лично от Боемунд, който не пропуска да си присвои всички поклоннически и военни заслуги за победата и скоро владее почти целия град – без квартала и северната порта на града, които тулузкия граф Раймон дьо Сен-Жил отказва да отстъпи.
Яги Сиян е поразен от пробива на кръстоносците и бяга от града, изоставяйки дори семейството си. Скоро и той е изоставен от телохранителите си и е убит от арменски дървосекач, който отнася главата му на Боемунд.

### Карбука и Копието
Радостта от победата е кратка. От обсаждащи кръстоносците скоро се превръщат в обсадени от обединената закъсняла деблокираща армия на персийския селджук Карбука. Храна в града липсва, а хватката на турците е смъртоносна. Кръстоносците са деморализирани, докато едно много спорно от историческа и теологическа гледна точка събитие не им припомня първоначалния ентусиазъм. Провансалският поклонник Пиер Бертелеми споделя за видение – Свети Андрей му прошепва, че Копието, пронизало Иисус на Кръста се намира заровено под паважа на църквата Свети Петър в града. Никой не обръща внимание на екзалтирания пилигрим, докато думите му не достигат до Боемунд. Интересно е, че там наистина лежи и е изровено старо острие на копие... Това събитие налива сили в ръцете на кръстоносците. В самоотвержена атака срещу силите на Карбука – според Грусе разпокъсани от конфликти между емирите, Боемунд, Робер Нормандски и другите рицари пробиват обсадата, а арменците от околностите довършват отстъпващите в безпорядък селджуки.
Самото сражение протича бързо и с изключителен шанс за кръстоносците. Селджукските емири са разединени, те пропускат възможност за атака, когато християнската армия излиза без боен строй през портите на града. Според медиавистите Карбука е толкова уверен в реалното си превъзходство, че препуска и спира някои втурнали се в атака в този момент турски отряда. Пълководецът иска да смаже цялата кръстоносна войска и затова я чака тя да излезе цялата и да няма останали зад стените. Но в завързалото се сражение кръстоносците се показват като по-опитни, по-добре въоръжени и по-мотивирани от скорошните събития и турците бързо са обърнати в бягство.

## Последвали събития
През следващите девет месеца походът е в застой – кръстоносците отдъхват в Антиохия, а Боемунд консолидира властта си. Неговите отряди налагат властта си над околните селища, а той подновява контактите с арабите-фатимиди, които не са така агресивни като турците. Йерусалим трябва да чака. Боемунд Антиохийски запазва ромеите в градската управа, включително и византийския епископ на града и зачаква действията на василевса. Новината за битката пред стените на Антиохия обаче достига изопачена до Константинопол и Алексий решава, че кампанията е пропаднала и пропуска момента да предяви претенциите си за клетвено обещаните му градове в Северна Сирия. Боемунд поема риск, като се бави, но осигурява сигурност за династията си.
Боемунд получава пълен контрол над града едва през януари 1099 г., когато Раймон Тулузки повежда кръстоносната армия на юг към Йерусалим, и обявява Антиохийското княжество.